# Logical unit number
En almacenamiento, una logical unit number o LUN es una dirección para una  unidad de disco duro y por extensión, el disco en sí mismo. El término es originario del protocolo SCSI como una forma de diferenciar unidades de disco individuales dentro de un bus SCSI tal que un  array de discos.
El término es muy común en Storage Area Networks (SAN) y en otros campos del almacenamiento corporativo. Hoy, un LUN no es normalmente un disco entero sino una  partición virtual (o volumen) dentro de un  conjunto RAID.